# 诺格拉德希派克
诺格拉德希派克，是匈牙利诺格拉德州所辖的一个村。总面积20.12平方公里，总人口676，人口密度33.6人/平方公里（2011年1月1日）。